# مبدل انرژی سی‌ژن
مبدل انرژی سی‌ژن (به انگلیسی: SeaGen) یک نوع مبدل انرژی کشندی است که در واقع هم می‌تواند انرژی ناشی از حرکت جریان جزر و مد (انرژی جزر و مد) و هم انرژی ناشی از حرکت جریان اقیانوسی (انرژی جریان اقیانوسی) را به انرژی الکتریکی تولید کند.
سی‌ژن، اولین مولد الکتریکی جریان جزر و مدی است که به صورت تجاری در مقیاس جهانی تولید می‌شود. این دستگاه در زمان نصب، ۴ برابر قدرتمندتر از هر مولد جریان جزر و مدی دیگری در جهان بود. اولین مولد سی‌ژن در آوریل ۲۰۰۸ در شهر استرنگ‌فورد در ایرلند شمالی نصب شد و در ژوئیه ۲۰۰۸ به شبکه برق متصل شد. ظرفیت تولید این دستگاه ۱٫۲ مگاوات است و در یک شبانه‌روز بین ۱۸ تا ۲۰ ساعت انرژی تولید می‌کند، این در حالی‌ست که جزر و مدها در تنگه استرنگ‌فورد بسیار قدرتمند هستند.
نام سی‌ژن (SeaGen) برگرفته از دریا (Sea) و Gen که برگرفته از ژنراتور (Generator) است.

## مدل اولیه
نمونه اولیه (مدل) سی‌گن در مه ۲۰۰۳ به نام SeaFlow در شمال دون در انگلیس نصب شد. Seaflow یک واحدِ توربین-روتور با ظرفیت تولید ۳۰۰ کیلووات که به شبکه برق متصل نیست. SeaFlow اولین مولد الکتریکی جزر و مد دریایی بود تا زمانی که سی‌گن نصب شد.

## فناوری سی‌ژن
دستگاه سی‌ژن، ۳۰۰ تن وزن دارد. حرکت توربین به وسیلهٔ جعبه دنده کنترل می‌شود (مانند توربین‌های بادی). این توربین دارای یک ویژگی است که ثبت اختراع نیز شده‌است. این ویژگی سبب می‌شود که پره‌های روتور می‌توانند ۱۸۰ درجه گردش کنند تا بتوانند در هر دو جهتِ جریان جزر و مد کار کنند. این شرکت مدعی است که ضریب ظرفیت دستگاه نصب شده ۰٫۵۹ (میانگین ۲۰۰۰ ساعت گذشته) است.
ژنراتور این دستگاه روی بازوهایی در دو طرف یک لوله فولادی با قطر حدود ۳ متر نصب می‌شود. ژنراتور به منظور دسترسی آسان و نگهداری ایمن، در بالای سطح آب نصب می‌شود. سی‌گن در بلفاست ساخته شده‌است.

## اثرات زیست‌محیطی
دستگاه سی‌ژن تا مدت ۵ سال مجاز به تولید است و طی این دوره تحت نظارت جامعِ زیست‌محیطی برای تعیین دقیق تأثیر آن بر محیط زیست دریایی است.

## حادثه طی نصب دستگاه
در طول راه‌اندازی دستگاه سی‌گن، یک خطای نرم‌افزاری سبب شد که تیغهٔ یکی از توربین‌ها آسیب ببیند. این توربین تا اواسط سال ۲۰۰۸ که در نیمه عمر خود است، باقی مانده‌است. در نهایت در ۱۸ دسامبر ۲۰۰۸، عملیات کامل برق به پایان رسید.